# 方形西瓜

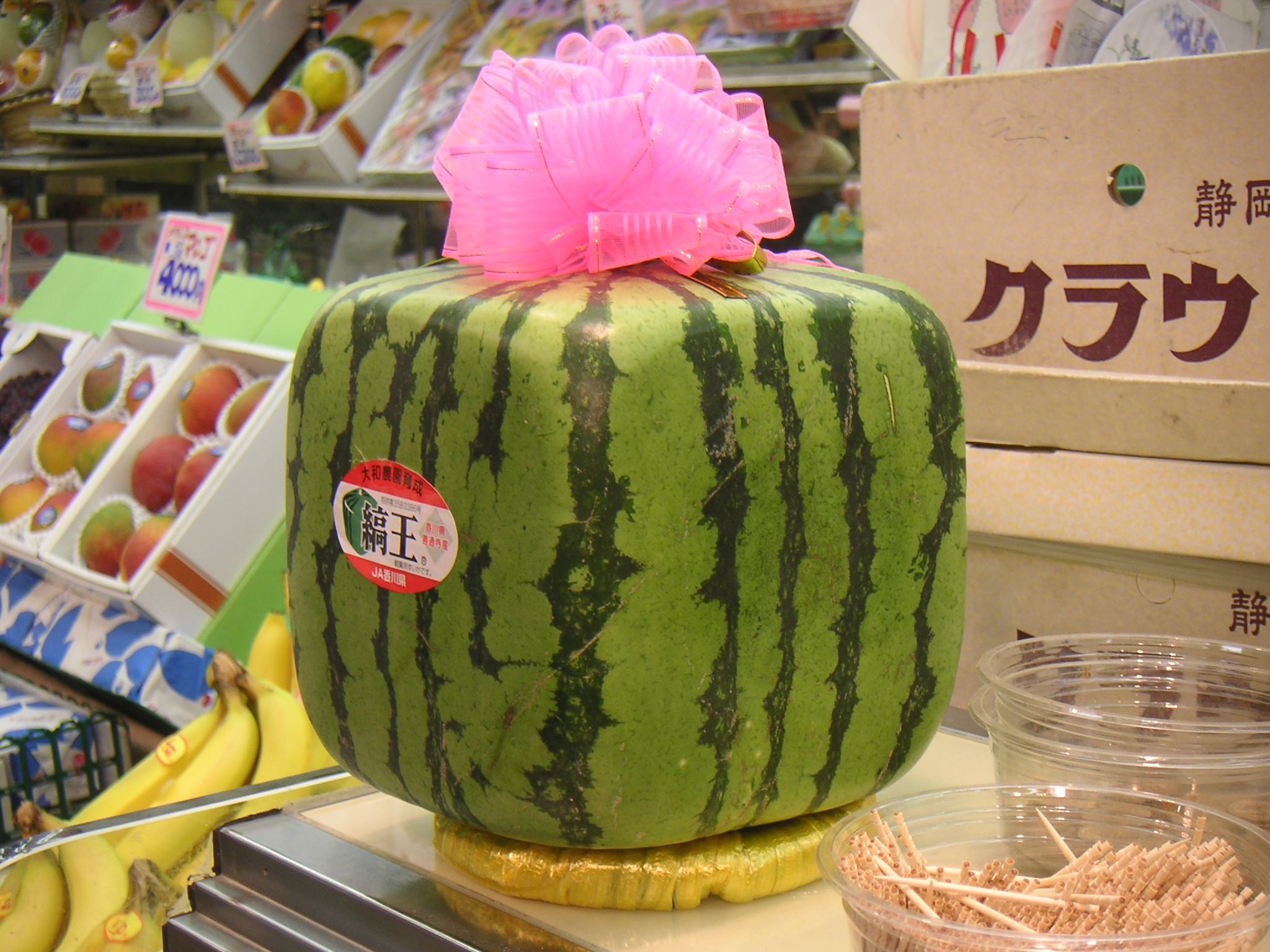
日本的方形西瓜

方形西瓜（日语：／）也被称为立方体西瓜，顾名思义是一种外形为立方体的西瓜，为日本香川县善通寺市的特产。这种西瓜在日本并不罕见，在2000年代仅于善通寺市的年产量就高达400至600个。不过此类西瓜价格较贵，单价达一万日圆。除此之外这种西瓜因甜度不佳而不适于食用，但由于其能够存放长达一年都不会腐烂，因此常被用作装饰品。2019年6月14日，“善通寺市方形西瓜”成为了产品地理标志。

## 培育及种植

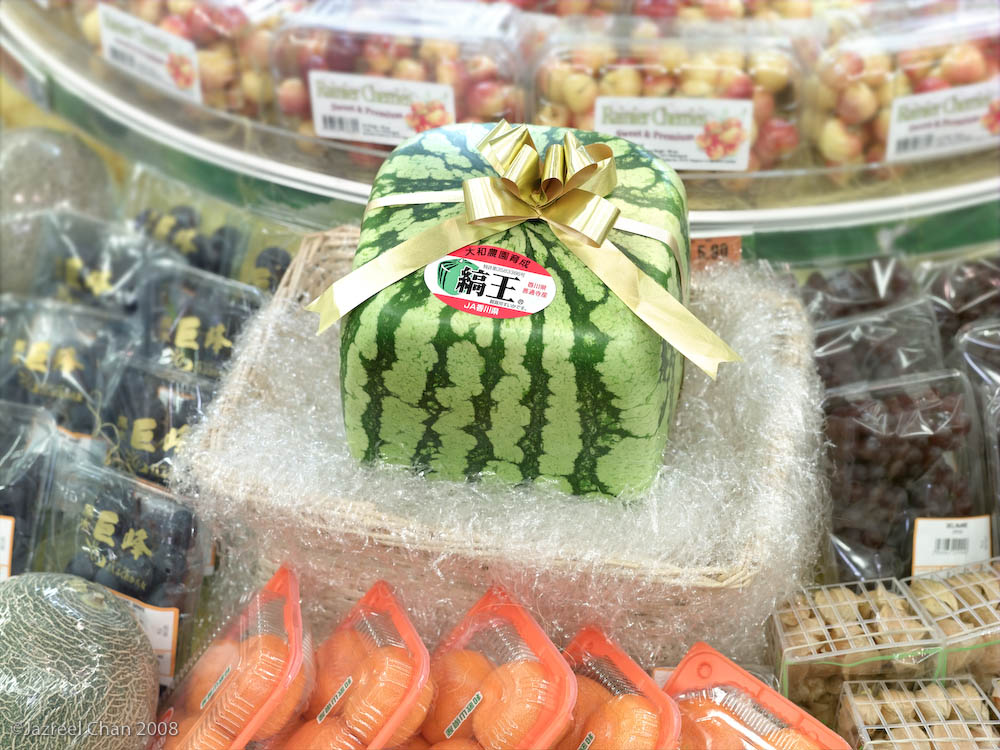
日本超市中贩售的方形西瓜

这种西瓜是小野友之于1978年培养的，其用途是观赏。不过根据香川县农协的说法，这类西瓜最初的培育目的是为了减少在冰箱中所占据的空间，方便人们食用。此外还有观点认为，方形西瓜最初的培养目的是为了便于切分。之后小野友之不但在东京银座展示了这种西瓜，而且还获得了由美国颁发的专利。
由于容器中的西瓜或香瓜最终会长成和容器一样的形状，因此利用这一特性可以种植出方形西瓜。其具体步骤是先让普通西瓜生长到一定大小，随后将其放置到带有金属框架的容器中。由于这类西瓜的生长需要消耗大量养分，因此在种植的过程中需要进行间苗，还需要通过修剪使每个植株仅结出一个西瓜。正因如此，方形西瓜的价格较为昂贵。在2000年代的日本，方形西瓜的价格为普通西瓜的两到三倍。而在2014年的加拿大，方形西瓜的单价甚至高达200加元。除此之外，为使西瓜保持完美的方形，果农通常会在西瓜彻底成熟前将其采收，从而影响了西瓜的甜度使其无法食用。